# Lijst van senatoren uit Texas

Zegel van de staat Texas

Dit is een lijst van de senatoren voor de Amerikaanse staat Texas. De senatoren voor Texas zijn ingedeeld als Klasse I en Klasse II. De twee huidige senatoren voor Texas zijn: senior senator John Cornyn, senator sinds 2002, en junior senator Ted Cruz, senator sinds 2013. Beiden zijn lid van de Republikeinse Partij.
Een aantal prominente personen die hebben gediend als senator voor Texas zijn: Thomas Rusk (prominent politicus), James Henderson (prominent politicus), Louis Wigfall (prominent politicus), John Henninger Reagan (eerder minister van Financiën voor de Geconfedereerde Staten van Amerika), Charles Culberson (Democratisch partijleider in de senaat van 1907 tot 1909), Price Daniel (later rechter voor het Hooggerechtshof van Texas), Ralph Yarborough (prominent politicus), Lloyd Bentsen (genomineerd vicepresidentskandidaat 1988 en later minister van Financiën), Kay Bailey Hutchison (prominent politica en later ambassadeur), Ted Cruz (prominent politicus), Sam Houston (genomineerd presidentskandidaat 1860 en eerder president van de Republiek Texas), Morris Sheppard (prominent politicus), Lyndon B. Johnson (later president en eerder Democratisch partijleider in de senaat van 1953 tot 1961), John Tower (prominent politicus), Phil Gramm (prominent politicus) en John Cornyn (prominent politicus).
Zes senatoren voor Texas zijn ook gouverneur van Texas geweest: James Henderson, Charles Culberson, Price Daniel, Sam Houston, Richard Coke en Lee O'Daniel.

## Klasse I
| Nr.                                                                             | Senator voor Texas Senator from Texas | Senator voor Texas Senator from Texas | Senator voor Texas Senator from Texas | Ambtstermijn      | Ambtstermijn    | Partij(en) | Verkiezing(en) |
| ------------------------------------------------------------------------------- | ------------------------------------- | ------------------------------------- | ------------------------------------- | ----------------- | --------------- | ---------- | -------------- |
| 1                                                                               |                                       | Thomas Rusk                           | Thomas Rusk (1803–1857)               | 22 februari 1846  | 29 juli 1857    | D          | 1846           |
| 1                                                                               | 1851                                  | Thomas Rusk                           | Thomas Rusk (1803–1857)               | 22 februari 1846  | 29 juli 1857    | D          |                |
| 1                                                                               | 1857                                  | Thomas Rusk                           | Thomas Rusk (1803–1857)               | 22 februari 1846  | 29 juli 1857    | D          |                |
| Vacant                                                                          |                                       |                                       |                                       |                   |                 |            |                |
| 2                                                                               |                                       | James Henderson                       | James Henderson (1808–1858)           | 10 november 1857  | 4 juni 1858     | D          |                |
| Vacant                                                                          |                                       |                                       |                                       |                   |                 |            |                |
| 3                                                                               |                                       | Matthias Ward                         | Matthias Ward (1805–1861)             | 30 september 1858 | 5 december 1859 | D          |                |
| 4                                                                               |                                       | Louis Wigfall                         | Louis Wigfall (1816–1874)             | 5 december 1859   | 25 maart 1861   | D          | 1859           |
| Vacant                                                                          |                                       |                                       |                                       |                   |                 |            | 1859           |
| Vacant Geconfedereerde Staten van Amerika (1861–1865) Reconstructie (1865–1870) |                                       |                                       |                                       |                   |                 |            |                |
| 5                                                                               |                                       | James Flanagan                        | James Flanagan (1805–1887)            | 30 maart 1870     | 4 maart 1875    | R          | 1870           |
| 6                                                                               |                                       | Samuel Maxey                          | Samuel Maxey (1825–1895)              | 4 maart 1875      | 4 maart 1887    | D          | 1875           |
| 6                                                                               | 1881                                  | Samuel Maxey                          | Samuel Maxey (1825–1895)              | 4 maart 1875      | 4 maart 1887    | D          |                |
| 7                                                                               |                                       | John Henninger Reagan                 | John Henninger Reagan (1815–1905)     | 4 maart 1887      | 10 juni 1891    | D          | 1887           |
| 8                                                                               |                                       | Horace Chilton                        | Horace Chilton (1853–1932)            | 10 juni 1891      | 22 maart 1892   | D          | 1887           |
| 9                                                                               |                                       | Roger Mills                           | Roger Mills (1832–1911)               | 22 maart 1892     | 4 maart 1899    | D          | 1892           |
| 9                                                                               | 1893                                  | Roger Mills                           | Roger Mills (1832–1911)               | 22 maart 1892     | 4 maart 1899    | D          |                |
| 10                                                                              |                                       | Charles Culberson                     | Charles Culberson (1855–1925)         | 4 maart 1899      | 4 maart 1923    | D          | 1899           |
| 10                                                                              | 1905                                  | Charles Culberson                     | Charles Culberson (1855–1925)         | 4 maart 1899      | 4 maart 1923    | D          |                |
| 10                                                                              | 1911                                  | Charles Culberson                     | Charles Culberson (1855–1925)         | 4 maart 1899      | 4 maart 1923    | D          |                |
| 10                                                                              | 1916                                  | Charles Culberson                     | Charles Culberson (1855–1925)         | 4 maart 1899      | 4 maart 1923    | D          |                |
| 11                                                                              |                                       | Earle Mayfield                        | Earle Mayfield (1881–1964)            | 4 maart 1923      | 4 maart 1929    | D          | 1922           |
| 12                                                                              |                                       | Tom Connally                          | Tom Connally (1877–1963)              | 4 maart 1929      | 3 januari 1953  | D          | 1928           |
| 12                                                                              | 1934                                  | Tom Connally                          | Tom Connally (1877–1963)              | 4 maart 1929      | 3 januari 1953  | D          |                |
| 12                                                                              | 1940                                  | Tom Connally                          | Tom Connally (1877–1963)              | 4 maart 1929      | 3 januari 1953  | D          |                |
| 12                                                                              | 1946                                  | Tom Connally                          | Tom Connally (1877–1963)              | 4 maart 1929      | 3 januari 1953  | D          |                |
| 13                                                                              |                                       | Price Daniel                          | Price Daniel (1910–1988)              | 3 januari 1953    | 15 januari 1957 | D          | 1952           |
| 14                                                                              |                                       | Bill Blakley                          | Bill Blakley (1898–1976)              | 15 januari 1957   | 30 april 1957   | D          | 1952           |
| 15                                                                              |                                       | Ralph Yarborough                      | Ralph Yarborough (1903–1996)          | 30 april 1957     | 3 januari 1971  | D          | 1957           |
| 15                                                                              | 1958                                  | Ralph Yarborough                      | Ralph Yarborough (1903–1996)          | 30 april 1957     | 3 januari 1971  | D          |                |
| 15                                                                              | 1964                                  | Ralph Yarborough                      | Ralph Yarborough (1903–1996)          | 30 april 1957     | 3 januari 1971  | D          |                |
| 16                                                                              |                                       | Lloyd Bentsen                         | Lloyd Bentsen (1921–2006)             | 3 januari 1971    | 20 januari 1993 | D          | 1970           |
| 16                                                                              | 1976                                  | Lloyd Bentsen                         | Lloyd Bentsen (1921–2006)             | 3 januari 1971    | 20 januari 1993 | D          |                |
| 16                                                                              | 1982                                  | Lloyd Bentsen                         | Lloyd Bentsen (1921–2006)             | 3 januari 1971    | 20 januari 1993 | D          |                |
| 16                                                                              | 1988                                  | Lloyd Bentsen                         | Lloyd Bentsen (1921–2006)             | 3 januari 1971    | 20 januari 1993 | D          |                |
| Vacant                                                                          |                                       |                                       |                                       |                   |                 |            |                |
| 17                                                                              |                                       | Bob Krueger                           | Bob Krueger (1935–2022)               | 23 januari 1993   | 13 juni 1993    | D          |                |
| 18                                                                              |                                       | Kay Bailey Hutchison                  | Kay Bailey Hutchison (1943)           | 13 juni 1993      | 3 januari 2013  | R          | 1993           |
| 18                                                                              | 1994                                  | Kay Bailey Hutchison                  | Kay Bailey Hutchison (1943)           | 13 juni 1993      | 3 januari 2013  | R          |                |
| 18                                                                              | 2000                                  | Kay Bailey Hutchison                  | Kay Bailey Hutchison (1943)           | 13 juni 1993      | 3 januari 2013  | R          |                |
| 18                                                                              | 2006                                  | Kay Bailey Hutchison                  | Kay Bailey Hutchison (1943)           | 13 juni 1993      | 3 januari 2013  | R          |                |
| 19                                                                              |                                       | Ted Cruz                              | Ted Cruz (1970)                       | 3 januari 2013    | heden           | R          | 2012           |
| 19                                                                              | 2018                                  | Ted Cruz                              | Ted Cruz (1970)                       | 3 januari 2013    | heden           | R          |                |
| 19                                                                              | 2024                                  | Ted Cruz                              | Ted Cruz (1970)                       | 3 januari 2013    | heden           | R          |                |

## Klasse II
| Nr.                                                                             | Senator voor Texas Senator from Texas | Senator voor Texas Senator from Texas | Senator voor Texas Senator from Texas | Ambtstermijn     | Ambtstermijn     | Partij(en) | Verkiezing(en) |
| ------------------------------------------------------------------------------- | ------------------------------------- | ------------------------------------- | ------------------------------------- | ---------------- | ---------------- | ---------- | -------------- |
| 1                                                                               |                                       | Sam Houston                           | Sam Houston (1793–1863)               | 22 februari 1846 | 4 maart 1859     | D          | 1846           |
| 1                                                                               | 1847                                  | Sam Houston                           | Sam Houston (1793–1863)               | 22 februari 1846 | 4 maart 1859     | D          |                |
| 1                                                                               | 1853                                  | Sam Houston                           | Sam Houston (1793–1863)               | 22 februari 1846 | 4 maart 1859     | D          |                |
| 2                                                                               |                                       | John Hemphill                         | John Hemphill (1803–1826)             | 4 maart 1859     | 11 juli 1861     | D          | 1859           |
| Vacant                                                                          |                                       |                                       |                                       |                  |                  |            | 1859           |
| Vacant Geconfedereerde Staten van Amerika (1861–1865) Reconstructie (1865–1870) |                                       |                                       |                                       |                  |                  |            |                |
| 3                                                                               |                                       | Morgan Hamilton                       | Morgan Hamilton (1809–1893)           | 30 maart 1870    | 4 maart 1877     | R          | 1870           |
| 3                                                                               | 1871                                  | Morgan Hamilton                       | Morgan Hamilton (1809–1893)           | 30 maart 1870    | 4 maart 1877     | R          |                |
| 4                                                                               |                                       | Richard Coke                          | Richard Coke (1829–1897)              | 4 maart 1877     | 4 maart 1895     | D          | 1876           |
| 4                                                                               | 1882                                  | Richard Coke                          | Richard Coke (1829–1897)              | 4 maart 1877     | 4 maart 1895     | D          |                |
| 4                                                                               | 1888                                  | Richard Coke                          | Richard Coke (1829–1897)              | 4 maart 1877     | 4 maart 1895     | D          |                |
| 5                                                                               |                                       | Horace Chilton                        | Horace Chilton (1853–1932)            | 4 maart 1895     | 4 maart 1901     | D          | 1894           |
| 6                                                                               |                                       | Joseph Bailey                         | Joseph Bailey (1862–1929)             | 4 maart 1901     | 3 januari 1913   | D          | 1901           |
| 6                                                                               | 1907                                  | Joseph Bailey                         | Joseph Bailey (1862–1929)             | 4 maart 1901     | 3 januari 1913   | D          |                |
| 7                                                                               |                                       | Rienzi Johnston                       | Rienzi Johnston (1849–1926)           | 3 januari 1913   | 29 januari 1913  | D          |                |
| Vacant                                                                          |                                       |                                       |                                       |                  |                  |            |                |
| 8                                                                               |                                       | Morris Sheppard                       | Morris Sheppard (1875–1941)           | 3 februari 1913  | 9 april 1941     | D          | 1913 (1)       |
| 8                                                                               | 1913 (2)                              | Morris Sheppard                       | Morris Sheppard (1875–1941)           | 3 februari 1913  | 9 april 1941     | D          |                |
| 8                                                                               | 1918                                  | Morris Sheppard                       | Morris Sheppard (1875–1941)           | 3 februari 1913  | 9 april 1941     | D          |                |
| 8                                                                               | 1924                                  | Morris Sheppard                       | Morris Sheppard (1875–1941)           | 3 februari 1913  | 9 april 1941     | D          |                |
| 8                                                                               | 1930                                  | Morris Sheppard                       | Morris Sheppard (1875–1941)           | 3 februari 1913  | 9 april 1941     | D          |                |
| 8                                                                               | 1936                                  | Morris Sheppard                       | Morris Sheppard (1875–1941)           | 3 februari 1913  | 9 april 1941     | D          |                |
| Vacant                                                                          |                                       |                                       |                                       |                  |                  |            |                |
| 9                                                                               |                                       | Andrew Houston                        | Andrew Houston (1854–1941)            | 21 april 1941    | 26 juni 1941     | D          |                |
| Vacant                                                                          |                                       |                                       |                                       |                  |                  |            |                |
| 10                                                                              |                                       | Lee O'Daniel                          | Lee O'Daniel (1890–1969)              | 4 augustus 1941  | 3 januari 1949   | D          | 1941           |
| 10                                                                              | 1942                                  | Lee O'Daniel                          | Lee O'Daniel (1890–1969)              | 4 augustus 1941  | 3 januari 1949   | D          |                |
| 11                                                                              |                                       | Lyndon B. Johnson                     | Lyndon B. Johnson (1908–1973)         | 3 januari 1949   | 3 januari 1961   | D          | 1949           |
| 11                                                                              | 1956                                  | Lyndon B. Johnson                     | Lyndon B. Johnson (1908–1973)         | 3 januari 1949   | 3 januari 1961   | D          |                |
| 11                                                                              | 1960                                  | Lyndon B. Johnson                     | Lyndon B. Johnson (1908–1973)         | 3 januari 1949   | 3 januari 1961   | D          |                |
| 12                                                                              |                                       | Bill Blakley                          | Bill Blakley (1898–1976)              | 3 januari 1961   | 14 juni 1961     | D          |                |
| 13                                                                              |                                       | John Tower                            | John Tower (1925–1991)                | 14 juni 1961     | 3 januari 1985   | R          | 1961           |
| 13                                                                              | 1966                                  | John Tower                            | John Tower (1925–1991)                | 14 juni 1961     | 3 januari 1985   | R          |                |
| 13                                                                              | 1972                                  | John Tower                            | John Tower (1925–1991)                | 14 juni 1961     | 3 januari 1985   | R          |                |
| 13                                                                              | 1978                                  | John Tower                            | John Tower (1925–1991)                | 14 juni 1961     | 3 januari 1985   | R          |                |
| 14                                                                              |                                       | Phil Gramm                            | Phil Gramm (1942)                     | 3 januari 1985   | 30 november 2002 | R          | 1984           |
| 14                                                                              | 1990                                  | Phil Gramm                            | Phil Gramm (1942)                     | 3 januari 1985   | 30 november 2002 | R          |                |
| 14                                                                              | 1996                                  | Phil Gramm                            | Phil Gramm (1942)                     | 3 januari 1985   | 30 november 2002 | R          |                |
| Vacant                                                                          |                                       |                                       |                                       |                  |                  |            |                |
| 15                                                                              |                                       | John Cornyn                           | John Cornyn (1952)                    | 1 december 2002  | huidige          | R          |                |
| 15                                                                              | 2002                                  | John Cornyn                           | John Cornyn (1952)                    | 1 december 2002  | huidige          | R          |                |
| 15                                                                              | 2008                                  | John Cornyn                           | John Cornyn (1952)                    | 1 december 2002  | huidige          | R          |                |
| 15                                                                              | 2014                                  | John Cornyn                           | John Cornyn (1952)                    | 1 december 2002  | huidige          | R          |                |
| 15                                                                              | 2020                                  | John Cornyn                           | John Cornyn (1952)                    | 1 december 2002  | huidige          | R          |                |

Alabama: Tuberville (R) · Britt (R)
Alaska: Murkowski (R) · Sullivan (R)
Arizona: Kelly (D) · Gallego (D)
Arkansas: Boozman (R) · Cotton (R)
Californië: Padilla (D) · Schiff (D)
Colorado: Bennet (D) · Hickenlooper (D)
Connecticut: Blumenthal (D) · Murphy (D)
Delaware: Coons (D) · Blunt Rochester (D)
Florida: R. Scott (R) · Moody (R)
Georgia: Ossoff (D) · Warnock (D)
Hawaï: Schatz (D) · Hirono (D)
Idaho: Crapo (R) · Risch (R)
Illinois: Durbin (D) · Duckworth (D)
Indiana: Young (R) · Banks (R)
Iowa: Grassley (R) · Ernst (R)
Kansas: Moran (R) · Marshall (R)
Kentucky: McConnell (R) · Paul (R)
Louisiana: Cassidy (R) · Kennedy (R)
Maine: Collins (R) · King (O)
Maryland: Van Hollen (D) · Alsobrooks (D)
Massachusetts: Warren (D) · Markey (D)
Michigan: Peters (D) · Slotkin (D)
Minnesota: Klobuchar (D) · Smith (D)
Mississippi: Wicker (R) · Hyde-Smith (R)
Missouri: Hawley (R) · Schmitt (R)
Montana: Daines (R) · Sheehy (R)
Nebraska: Fischer (R) · Ricketts (R)
Nevada: Cortez Masto (D) · Rosen (D)
New Hampshire: Shaheen (D) · Hassan (D)
New Jersey: Booker (D) · Kim (D)
New Mexico: Heinrich (D) · Luján (D)
New York: Schumer (D) · Gillibrand (D)
North Carolina: Tillis (R) · Budd (R)
North Dakota: Hoeven (R) · Cramer (R)
Ohio: Moreno (R) · Husted (R)
Oklahoma: Lankford (R) · Mullin (R)
Oregon: Wyden (D) · Merkley (D)
Pennsylvania: Fetterman (D) · McCormick (R)
Rhode Island: Reed (D) · Whitehouse (D)
South Carolina: Graham (R) · T. Scott (R)
South Dakota: Thune (R) · Rounds (R)
Tennessee: Blackburn (R) · Hagerty (R)
Texas: Cornyn (R) · Cruz (R)
Utah: Lee (R) · Curtis (R)
Vermont: Sanders (O) · Welch (D)
Virginia: Warner (D) · Kaine (D)
Washington: Murray (D) · Cantwell (D)
West Virginia: Moore Capito (R) · Justice (R)
Wisconsin: Johnson (R) · Baldwin (D)
Wyoming: Barrasso (R) · Lummis (R)
(D): Democraat · (R): Republikein · (O): Onafhankelijk